# Câu lạc bộ bóng đá Bắc Ninh
Câu lạc bộ bóng đá Bắc Ninh hay còn được gọi tắt là Bắc Ninh FC, là một câu lạc bộ bóng đá có trụ sở tại tỉnh Bắc Ninh, Việt Nam. Câu lạc bộ hiện thi đấu ở Giải Hạng Nhì Quốc gia.

## Lịch sử
Trụ sở
Trụ sở của Câu lạc bộ bóng đá Bắc Ninh được đặt tại Phù Xá, Văn Môn, Yên Phong, Bắc Ninh.

### Thành lập
Câu lạc bộ bóng đá Bắc Ninh được thành lập vào năm 2023 tại Bắc Ninh với nòng cốt là các cầu thủ trẻ.

### Giải bóng đá hạng nhì quốc gia 2024
Vào mùa giải 2024, Câu lạc bộ bóng đá Bắc Ninh tham gia vào Giải bóng đá Hạng Nhì Quốc gia 2024 do mua lại suất tham dự của Gia Định FC.
Trước khi mùa giải khởi tranh, Bắc Ninh FC đã có trận giao hữu với Hòa Bình, Phù Đổng Ninh Bình, Zantino FC và tham dự Cúp Tứ Hùng với 3 câu lạc bộ Trẻ CAHN, Trẻ PVF, Trẻ Thể Công – Viettel.
Ở lượt trận thứ 2 của  Giải bóng đá Hạng Nhì Quốc gia 2024, Bắc Ninh FC có trận đấu đầu tiên đối đầu với PVF và đã dành chiến thắng với tỉ số 2-0 trên SVĐ PVF-Hưng Yên.
Ở lượt trận thứ 3 của Giải bóng đá Hạng Nhì Quốc gia 2024, Bắc Ninh FC có chiến thắng thứ 2 liên tiếp trước Trẻ Hà Nội với tỉ số 3-0 trên SVĐ Thành phố Từ Sơn.
Ở lượt trận thứ 4 của Giải bóng đá Hạng Nhì Quốc gia 2024, Bắc Ninh FC có trận thua đầu tiên trên sân khách trước Kon Tum FC với tỉ số 1-0 trên SVĐ Kon Tum.
Ở lượt trận thứ 5 của Giải bóng đá Hạng Nhì Quốc gia 2024, Bắc Ninh FC tiếp tục có chiến thắng trước Đắk Lắk FC với tỉ số 2-0 trên SVĐ Buôn Ma Thuột.
Ở lượt trận thứ 6 của Giải bóng đá Hạng Nhì Quốc gia 2024, Bắc Ninh FC nối tiếp mạch chiến thắng với trận thắng với tỉ số 2-0 trước Trẻ SHB Đà Nẵng trên SVĐ Hòa Xuân.
Kết thúc giai đoạn lượt đi của Giải bóng đá Hạng Nhì Quốc gia 2024, Bắc Ninh FC ở lượt trận thứ 7 nối dài mạch chiến thắng với trận thắng đậm 4-0 trước Tây Nguyên Gia Lai trên Sân HĐTN tỉnh Gia Lai.
Kết thúc lượt đi của Giải bóng đá Hạng Nhì Quốc gia 2024, Bắc Ninh FC tạm thời đứng nhất bảng A với 15 điểm, cùng điểm với Bắc Ninh FC là Trẻ SHB Đà Nẵng nhưng Bắc Ninh FC tạm đứng trên do hơn về hiệu số bàn thắng - bàn thua.
Ở lượt trận thứ 8 của Giải bóng đá Hạng Nhì Quốc gia 2024, Bắc Ninh FC tiếp tục nối dài chuỗi trận bất bại khi có chiến thắng kịch tính 3-2 trước PVF trên SVĐ Thành phố Từ Sơn

## Ban huấn luyện
| Chức vụ                | Tên             |
| ---------------------- | --------------- |
| Chủ tịch               | Nguyễn Tuấn Anh |
| Huấn luyện viên trưởng | Paolo Foiani    |
| Cố vấn cấp cao         | Park Hang-seo   |

## Cầu thủ

### Đội hình hiện tại
Tính đến 30 tháng 3 năm 2024
Ghi chú: Quốc kỳ chỉ đội tuyển quốc gia được xác định rõ trong điều lệ tư cách FIFA. Các cầu thủ có thể giữ hơn một quốc tịch ngoài FIFA.
| Số | VT | Quốc gia | Cầu thủ           |
| -- | -- | -------- | ----------------- |
| 1  | TM | Việt Nam | Lê Văn Hùng       |
| 2  | HV | Việt Nam | Nguyễn Văn Toàn   |
| 3  | HV | Việt Nam | Nguyễn Ngọc Thắng |
| 6  | HV | Việt Nam | Đào Duy Khánh     |
| 7  | TV | Việt Nam | Mai Hoàng Sơn     |
| 8  | TV | Việt Nam | Hứa Minh Đạt      |
| 9  | TĐ | Việt Nam | Trần Văn Thành    |
| 10 | TV | Việt Nam | Nguyễn Anh Việt   |
| 11 | HV | Việt Nam | Âu Văn Hoàn       |
| 12 | HV | Việt Nam | Trần Việt Hải     |
| 14 | TV | Việt Nam | Đậu Thanh Phong   |
| 16 | TV | Việt Nam | Nguyễn Văn Dương  |
| 17 | TV | Việt Nam | Nguyễn Quang Tình |
| 18 | HV | Việt Nam | Đỗ Xuân Đức       |
| 19 | TV | Việt Nam | Nguyễn Mạnh Tiến  |
| 20 | TV | Việt Nam | Nguyễn Thế Thắng  |
| 21 | HV | Việt Nam | Phan Thế Hưng     |

| Số | VT | Quốc gia | Cầu thủ                      |
| -- | -- | -------- | ---------------------------- |
| 22 | TV | Việt Nam | Lê Sỹ Minh                   |
| 23 | HV | Việt Nam | Vũ Hoàng Trà                 |
| 25 | TM | Việt Nam | Lê Anh Trí                   |
| 28 | TV | Việt Nam | Nguyễn Anh Tuấn              |
| 29 | TV | Việt Nam | Vũ Xuân Tín                  |
| 34 | TV | Việt Nam | Hồ Văn Dũng                  |
| 38 | TĐ | Việt Nam | Nguyễn Trọng Sơn             |
| 44 | TV | Việt Nam | Nguyễn Trọng Tuấn            |
| 47 | TV | Việt Nam | Huỳnh Văn Hải                |
| 51 | HV | Việt Nam | Nguyễn Văn Toản              |
| 52 | TM | Việt Nam | Nguyễn Minh Đức              |
| 59 | HV | Việt Nam | Đỗ Minh Quang                |
| 67 | HV | Việt Nam | Nguyễn Phan Thế Nam          |
| 74 | TV | Việt Nam | Phạm Văn Sơn                 |
| 79 | TV | Việt Nam | Nguyễn Tiến Anh              |
| 86 | TM | Việt Nam | Nguyễn Minh Nhựt             |
| 95 | TV | Việt Nam | Nguyễn Hồng Sơn (đội trưởng) |

### Cầu thủ đáng chú ý
Những cầu thủ thuộc biên chế Bắc Ninh FC là những người có nhiều kinh nghiệm và đã từng thi đấu tại V-League.

## Màu sắc và huy hiệu
Màu sắc thi đấu chính của đội là vàng và đen
Huy hiệu của đội có biểu tượng chính là con rồng thời nhà Lý

## Sân vận động
Hiện tại, Bắc Ninh FC chọn Sân vận động thành phố Từ Sơn, khu phố Nội Trì, phường Từ Sơn, tỉnh Bắc Ninh là trung tâm thi đấu tại mùa giải Hạng Nhì Quốc Gia 2024.